# Clube Filatélico de Portugal
El Clube Filatélico de Portugal es la asociación filatélica más antigua de Portugal, con sede en Lisboa. Se fundó el 27 de octubre de 1943 por iniciativa de José Rodrigo Dias Ferreira tras lanzar un llamamiento en la revista O Selo. Su actual presidente (año 2006) es Elder Manuel Pinto Correia y su órgano de expresión es el Boletim do Clube Filatélico de Portugal. 
El club realiza exposiciones filatélicas, conferencias y cuenta con la biblioteca filatélica más importante del país.
El Clube Filatélico de Portugal está constituido como una asociación cultural sin fines de lucro y su sede es la ciudad de Lisboa.